# سهراب بختياري زاده
سهراب بختياري زاده، من مواليد 11 سبتمبر 1972 في نور أباد في إيران، لاعب كرة قدم إيراني، بدأ مسيرته الكروية مع نادي الاستقلال، ولعب معهم حتى عام 2000، وفي موسم 2000/2001 انتقل إلى نادي أرزورومسبور التركي، وفي عام 2001 عاد إلى نادي الاستقلال، ولعب معهم حتى عام 2003، وفي موسم 2003/2004 انتقل إلى نادي فولاد، ومنذ عام 2004 وهو يلعب مع نادي سابا باتري.
و قد لعب مع منتخب إيران لكرة القدم بين عامي 1997 و2006، وشارك معهم في 33 مباراة وسجل 3 أهداف.